# よしむらかな
よしむら かなは、日本の漫画家。

## 作品リスト

### 漫画作品

#### 連載
- あわーちゅーぶ（『まんがタイムきららMAX』2010年11月号 - 2012年5月号）
- MURCIELAGO -ムルシエラゴ-（『ヤングガンガン』2013年17号 - 連載中）
  - MURCIELAGOBYPRODUCT ARANA-アラーニァ-（作画：アラカワシン、『マンガUP!』2018年1月12日 - 2020年6月26日）

#### 読み切り
- アビスライフ（『まんがタイムきらら』2010年5月号）
- あわーちゅーぶ（『まんがタイムきららMAX』2010年7月号、8月号）
- がちおん！（原作：かきふらい、『けいおん！ アンソロジーコミックVol.3』3巻、2010年） - 『けいおん！』のアンソロジー寄稿作品。
- 超究魔法少女ミーコ（YGマンガ賞、2012年）
- MURCIELAGO -ムルシエラゴ-（『ヤングガンガン』2013年9号）
- Night Shade（『ヤングエース』2013年9月号 アカツキVol.1）
- しづるさんのメモ帳（『週刊ヤングマガジン』2015年34号）
- 贄巫女のトーヤ（『ヤングマガジンサード』2015年Vol.12）
- 賭ケグリリ（『賭ケグルイ万 賭ケグルイ公式アンソロジー』2017年） - 『賭ケグルイ』のアンソロジー寄稿作品。
- エンプティとナンセンス（原作：樋口彰彦、『ヤングガンガン』2025年No.1[1]） - 作画担当。『ヤングガンガン』創刊20周年記念特別読み切り作品[1]。

### 書籍
- 『あわーちゅーぶ』芳文社〈まんがタイムKRコミックス〉、2011年10月27日発売[2]、ISBN 978-4-8322-4080-3
- 『MURCIELAGO -ムルシエラゴ-』、スクウェア・エニックス〈ヤングガンガンコミックス〉2014年 - 、既刊26巻（2025年2月25日現在）
- 『MURCIELAGOBYPRODUCT ARANA-アラーニァ-』、作画：アラカワシン、スクウェア・エニックス〈ヤングガンガンコミックス〉2018年 - 2020年、全5巻

### その他
- マンガ家さんとアシスタントさんと THE ANIMATION（テレビアニメ、2014年）第3話エンドカード
- 三国志大戦（第2期、セガ・インタラクティブ）R董白カードイラスト

## 師匠
- 椎橋寛[3]